# بلدة شيبكوه
بلدة شيبكوه بفتح الباء والدال، والشين مكسورة، (بالفارسية: بخش شيبكوه )،بلدة من البلدات الكبيرة التي تتبع مدينة لنجة في محافظة هرمزگان في جنوب غرب إيران. وهي من البلدات الكبيرة الشاسعة، مترامية الأطراف ومتباعدة المسافات، وكانت مقراً لحكم أربعة قبائل عربية مشهورة في تلك المنطقة، في الأزمنة الغابرة. والقبائل التي حكمت تلك المنطقة الشاسعة، وهم على النحو التالي:
- قبيلة  آل علي أو (آل مُعلى)، كانت تحكم القسم الشمالي من منطقة  شيبكوه  الشاسة وكانت تتبعها مدن وقرى عدة.
- قبيلة  بني البشر ، كانت تحكم القسم الجنوبي من المنطقة.
- قبيلة  آل حمادي  كانت تحكم القسم الغربي من منقطة  شيبكوه .
- أما قبيلة  آل عبيدل  فكانت تحكم القسم الشرقي من المنطقة وماجاروها من القرى وهية كثيرة في  شيبكوه .